# Fredrik Lindahl
Fredrik Lindahl (født 16. september 1983 i Hjo i Sverige) er en svensk håndboldspiller, der spiller for FCK Håndbold i Håndboldligaen. Han vandt DM-guld med klubben i 2008.
Lindahl har spillet 48 landskampe for det svenske landshold.